# Hans-Joachim Fricke
Hans-Joachim Fricke (* 26. Februar 1904 in Hannover; † 24. September 1974) war ein deutscher Rechtsanwalt, Kammer-Syndikus der Industrie- und Handelskammer Hannover sowie Politiker der Deutschen Partei (DP).

## Leben
Hans-Joachim Fricke wurde zur Zeit des Deutschen Kaiserreichs 1904 in Hannover geboren, wuchs jedoch zunächst im Rheinland auf, wo er erst das Realgymnasium in Aachen und dann in Goslar besuchte, wo er 1923 das Abitur ablegte.
In seiner Jugend war Fricke Mitglied der Evangelischen Jugend, der Jungkonservativen sowie im Bund Deutscher Bibelkreise.
Nach seinem Abitur besuchte Fricke eine Textilfachschule in Cottbus und absolvierte danach eine kaufmännische Lehre in Roßla.
Das Studium der Rechts-, Staats- und Volkswissenschaften studierte Fricke dann an den Universitäten zu Halle, Leipzig, Kiel und Göttingen. Nach seinem Abschluss als Diplomvolkswirt promovierte er 1930 in Göttingen zum Dr. jur.
Noch während der Weimarer Republik durchlief Hans-Joachim 1932 ein Volontariat bei der IHK Hannover, wurde 1934 wissenschaftlicher Hilfsarbeiter.
Unterdessen hatte sich Fricke schon zuvor als Leiter des Landesverbandes Niedersachsen im Bund Deutscher Bibelkreise (Evangelische Jungenschaft) engagiert, wurde nach der Machtergreifung 1933 durch die Nationalsozialisten abgesetzt. Er übernahm noch im selben Jahr die Geschäftsführung des Verkehrsverbandes Niedersachsen in Kassel.
Während des Zweiten Weltkriegs wirkte Fricke von 1939 bis 1945 in Hannover als Verkehrsbeauftragter für Wirtschaft bei der dortigen Eisenbahndirektion. Im Jahr 1945 wurde er erster Syndikus der Industrie- und Handelskammer Hannover. Zudem wurde er später noch Leiter des Verkehrsverbandes Niedersachsen-Kassel e. V. und Syndikus der Evangelisch-Lutherischen Landeskirche Hannovers.
Nachdem der SPD-Bundestagsabgeordnete Hermann Stopperich am 6. Januar 1952 gestorben war, wurde im Bundestagswahlkreis Harz für den 16. März 1952 eine Nachwahl anberaumt, bei der Fricke in den Deutschen Bundestag gewählt wurde. Dem Parlament gehörte er vom 22. März 1952 bis zum Ende der Legislaturperiode 1953 für die Deutsche Partei an. Seit Juli 1952 war er ordentliches Mitglied des Ausschusses für Wirtschaftspolitik. Nach der Bundestagswahl 1953 schied er aus dem Parlament aus.
Nachdem Fricke bereits seit 1952 zum stellvertretenden Vorsitzenden des Niedersächsischen Heimatbundes (HBN) gewählt worden war, übernahm er mehr als zwei Jahrzehnte später im Jahr 1973 dessen Vorsitz. Seine Vorstellung von Heimat orientierte sich an der Gegenwart und wies zugleich in die Zukunft: Fricke sah Heimat als konkrete Umwelt; mit seinem Engagement wollte er auf die Verantwortung jedes Einzelnen für die gemeinsame Umwelt hinweisen.

## Ehrungen und Auszeichnungen
- Verleihung des Großen Verdienstordens der Bundesrepublik Deutschland[1]
- Auszeichnung mit dem Großen niedersächsischen Verdienstkreuz[1]
- Verleihung des Ehrenrings der Industrie- und Handelskammer Hannover[1]

## Schriften
- Die Behandlung der immateriellen Werte im geltenden Steuerrecht, Rechts- und staatswissenschaftliche Dissertation 1930 an der Universität Göttingen, Göttingen, [1930]
- Hans-Joachim Fricke, Hans-Joachim Ritzau: Die innerdeutsche Grenze und der Schienenverkehr, 5., in Teil V ergänzte Auflag mit Berichtigungen und Nachträgen, Pürgen: Ritzau, Verlag Zeit und Eisenbahn, 2004, ISBN 978-3-921304-45-7 und 3-921304-45-8; Inhaltsverzeichnis
- Hans-Joachim Fricke et al.: „Compiègne“ und die deutschen Eisenbahnen. Bestimmungen und Auswirkungen des Waffenstillstands von 1918, in Hans-Joachim Ritzau (Hrsg.), Karl Ottmann: Preussens Eisenbahngeschichte als Basis verkehrwirtschaftlicher Grundsätze auch für die Gegenwart (= Die Eisenbahnszene, Bd. 4), Pürgen: Ritzau, Verlag Zeit und Eisenbahn, 1995, ISBN 978-3-921304-92-1 und ISBN 3-921304-92-X, Inhaltsverzeichnis